# Bertil Lilliehöök (1809–1890)

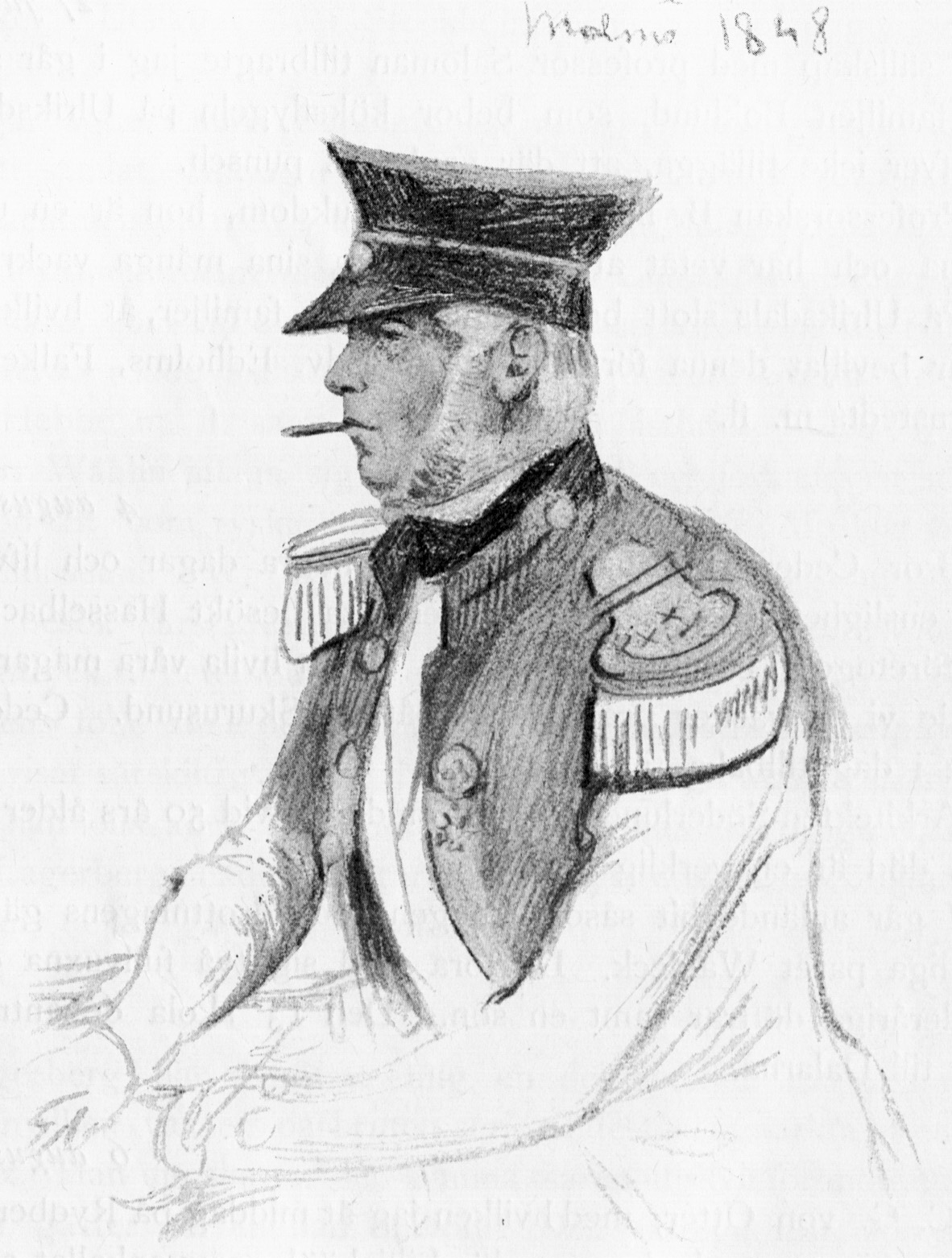
Bertil Lilliehöök. Teckning av Fritz von Dardel 1848.

Carl Bertil Lilliehöök, född 7 november 1809 på Sällerhög i Asklanda socken, Älvsborgs län, död 3 mars 1890 i Gränna, var en svensk sjömilitär.

## Biografi
Lilliehöök utnämndes 1828 till sekundlöjtnant i flottan, tjänstgjorde därefter under fem års tid i amerikanska handelsmarinen, genomgick 1835–38 Högre artilleriläroverket på Marieberg och var 1839–46 lärare i fysik där. Sommaren 1838 deltog han i den franska Rechercheexpeditionen till norra Skandinavien samt Spetsbergen. Från 1846 deltog han i åtskilliga större sjöexpeditioner, även som chef, var från 1852 ledamot i Förvaltningen av sjöärendena, anlitades i flera kommittéer rörande sjöförsvaret, blev 1856 kommendörkapten och 1863 kommendör. Åren 1864-75 var han lotsdirektör, efter att från 1855 ha tjänstgjort som sådan på förordnande.
Lilliehöök blev 1838 ledamot och 1864 hedersledamot av Örlogsmannasällskapet, 1841 ledamot av Krigsvetenskapsakademien och 1844 av Vetenskapsakademien. Vid 1853–54 års riksdag var han ledamot dels i konstitutions-, dels i statsutskottet, vid riksdagen 1856–58 i det sistnämnda.
Lilliehöök författade några mindre, vetenskapliga skrifter i meteorologi och jordmagnetism, bland annat Stormen den 5 november 1864, Några upplysningar rörande isläggningen vid Sveriges kuster åren 1870 och 1871 samt Magnetiska observationer gjorda i Stockholm, Haparanda och Karlskrona (alla i Vetenskapsakademiens Öfversikt).
Han var far till Eric Lilliehöök (1870–1952).